# IVAO
International Virtual Aviation Organization VZW (IVAO) es una organización sin ánimo de lucro la cual opera una red de simulación de vuelo realista gratuita.
Los usuarios después de registrarse, pueden conectarse a la red de IVAO (IVAN) como un controlador de tráfico virtual o como un piloto virtual y participar en un entorno de multijugador masivo utilizando procedimientos de aviación del mundo real, fraseología y técnicas.

## ¿Qué es IVAO?
IVAO, con más de 670.000 miembros registrados, es una de las mayores redes de simulación de vuelo en línea que permite a los usuarios actuar como piloto virtual o como controlador de tráfico aéreo.
IVAO se basa únicamente en software desarrollado por su propio personal de voluntarios. Los controladores de tráfico aéreo pueden conectarse a la red de IVAO utilizando el cliente de radar de IVAO, Aurora o IvAc 1, el cual simula la interfaz de un real moderno radar con todo el lujo de opciones. En cambio, los pilotos pueden conectarse a la red usando su simulador de vuelo y cliente integrado, IvAp o Altitude. De este modo, todos los pilotos y ATC interactúan en un entorno virtual en el que ambos interpretan un papel, siempre siendo el fin llegar a hacerlo de la forma más realista posible. La mayor parte de los miembros de IVAO están localizados en Europa, pero continuamente se están creando nuevas divisiones alrededor de todo el mundo para extender la cultura aeronáutica.
IVAO registra todas las horas de vuelo y de control para ofrecer a sus miembros la posibilidad de obtener rangos de piloto virtual y ATC. Esto se realiza a través de exámenes teóricos y prácticos basados en las regulaciones y procedimientos empleados en la aviación real. También, hay un sistema de aerolíneas virtuales (VA) el cual permite simular las operaciones que tendría una aerolínea en la vida real pudiendo asignar rangos de piloto a cada miembro de la misma llamándose éstos pilotos con el indicativo real y usando la librea empleada en la vida real. Los eventos en la red forman una gran parte de la comunidad dado que suele ser cuando más pilotos se concentran a la hora de volar a un destino. Sin lugar a duda, el evento más importante de IVAO es el anual celebrado "Crowded Skies" el cual alcanzó su pico de conexiones el 10 de diciembre del 2016 con 3.004 miembros volando o controlando a la vez.

## Historia
Los primeros pasos de IVAO a la hora de la creación una red de vuelo  global se dieron con la creación de SquawkBox y ProController a mediados de 1990. Estos dos programas estaban conectados a la red de FSD, una simple servidor multijugador de aviación, que permitió la evolución de un entorno de uno a uno (un atc y un avión) a un entorno de múltiples aviones.
Usando estos programas, SATCO (ahora VATSIM), fue la primera gran red en crear un entorno de simulación de tráfico aéreo en línea. El 16 de diciembre de 1998 se fundó IVAO cuando un grupo de personas abandonó SATCO para formar una nueva red después de que surgieran conflictos de gestión dentro de la organización.
A finales de 2005, otro conflicto de gestión, esta vez dentro de la organización de IVAO, llevó a una nueva división. El presidente titular de IVAO continuó con IVAO.org, mientras que otros miembros de la gerencia continuaron la organización bajo IVAO.aero.
En 2007, IVAO se registró oficialmente como una organización sin fines de lucro según la ley belga.
IVAO también ha participado en FlightSimCon 2013, 2014, 2015 y 2016, celebrados en Hartford y Connecticut.
La forma legal de IVAO se transformó en oficina de publicidad el 1 de septiembre de 2015 y, por lo tanto, IVAO tiene que pagar impuestos desde el 1 de octubre de 2015.
En diciembre de 2019, IVAO lanzó su BETA oficial de 3 nuevas piezas de software; Altitud: el cliente piloto de IVAO, Aurora: el cliente de IVAO ATC y Artífice: el conector (anteriormente, IvAI). IVAO utilizó su plataforma de medios Virtual Sky para el comunicado de prensa inicial.
En septiembre de 2020, IVAO lanzó su integración de voz de VHF dotando a pilotos y controladores disfrutar de unas comunicaciones mucho más realistas simulando los efectos de una radio VHF real.

## Virtual Sky
IVAO tiene un medio de comunicación oficial en línea dedicado a la comunidad de simulación de vuelo en su conjunto. "Virtual Sky". Es una fuente de noticias autenticadas y de alta calidad cuyo objetivo es facilitar y enriquecer las discusiones dentro de la comunidad de simulación de vuelo.
La producción es responsabilidad del departamento de Relaciones Públicas, específicamente del Virtual Sky Manager. Anteriormente, en 2008, se publicó en forma de revista en línea con actualizaciones trimestrales.

## Países con divisiones activas
IVAO tiene 55 divisiones activas que abarcan seis continentes. El estado activo significa que la sede de IVAO ha elegido un equipo de personal que la representa en el país respectivo y opera la división en su nombre. Esto asegura que a los miembros de cada país activo se les ofrezcan cartas de navegación actualizadas y capacitaciones personales personalizadas adaptadas a los procedimientos locales.
Algunas de las divisiones son "de varios países", lo que significa que más de un país se encuentra dentro de una división específica como, por ejemplo, la división del Caribe la cual abarca varios países de América Central.

### División Española
La división de España en IVAO tiene más de 2800 miembros activos. Francisco E. es el director de la división. Actualmente la división cuenta con cerca de 60 miembros de staff, que se encargan de la gestión tanto de la web, la administración de distintos departamentos a nivel divisional, como por ejemplo: operaciones de vuelo, operaciones ATC, gestión de áreas de control (FIR), eventos, miembros y formación. Además, la división española cuenta con un grupo de pilotos certificados que se encargan de dar servicio en exámenes y entrenamientos de ATC. Este grupo está dirigido por el departamento de operaciones de vuelo, junto con el director de la división y unos coordinadores internos del grupo, que no deben ser parte del staff. IVAO España es pionera por haber creado CAVOK, un sistema de formación para los usuarios que acaben de aterrizar en IVAO

### División Colombia
La división de Colombia en IVAO tiene más de 1000 miembros activos. Juan David González es el director de la división. Actualmente la división cuenta con cerca de 30 miembros de staff, estos mismos se encargan de la gestión tanto de la web, la administración de distintos departamentos a nivel divisional, como por ejemplo: operaciones de vuelo, operaciones ATC, gestión de áreas de control (FIR), eventos, miembros y formación.